# 174365 Zibetti
174365 Zibetti este un asteroid din centura principală de asteroizi.

## Descriere
174365 Zibetti este un asteroid din centura principală de asteroizi. A fost descoperit pe 10 octombrie 2002 la Apache Point Observatory în cadrul programului Sloan Digital Sky Survey. Asteroidul prezintă o orbită caracterizată de o semiaxă mare de 2,71 ua, o excentricitate de 0,05 și o înclinație de 11,6° în raport cu ecliptica.